# .tg
.tg je internetová národní doména nejvyššího řádu pro Togo.
Přestože zjevně nejsou žádná omezení, kdo může registrovat doménu .tg, mimo území Toga o ni není příliš velký zájem. Může to být také proto, že od roku 2005 nefunguje online registrace a administrace. Registrační formuláře ve formátu Microsoft Word lze nicméně vytisknout a odeslat poštou nebo odfaxovat registrátorovi. Stránky registrátora jsou pouze ve francouzštině.